# حكومة بشارة الخوري الأولى
حكومة بشارة الخوري الأولى هي الحكومة الثانية في عهد الانتداب الفرنسي على لبنان وعهد رئيس الجمهورية شارل دباس، وقد تولّى رئاسة المجلس بشارة الخوري للمرة الأولى، بعد إعتذار محمد الجسر عن تشكيل الحكومة رغم تكليفه بذلك. تشكّلت في 5 مايو 1927، وألقت البيان الوزاري في 12 مايو ثمّ نالت الثقة بالإجماع بعد يومين في 14 مايو خلال جلسة مشتركة لمجلس الشيوخ ومجلس النواب. استمرت الحكومة حتى 5 يناير 1928 عندما تقدّم الرئيس بإستقالته.

## التشكيلة
| حكومة بشارة الخوري الأولى |              |                  |                  |           |
| الحقيبة                   | الوزير       | الإنتماء السياسي | الطائفة          | المحافظة  |
| رئيس مجلس الوزراء         | بشارة الخوري | مستقل            | الموارنة         | جبل لبنان |
| وزير المعارف العامة       | بشارة الخوري | مستقل            | الموارنة         | جبل لبنان |
| وزير العدلية              | شكري قرداحي  | مستقل            | الروم الكاثوليك  | جبل لبنان |
| وزير الداخلية             | جورج ثابت    | مستقل            | الموارنة         | بيروت     |
| وزير المالية              | خالد شهاب    | مستقل            | السنة            | الجنوب    |
| وزير الأشغال العامة       | أحمد الحسين  | مستقل            | الشيعة           | جبل لبنان |
| وزير الصحة والإسعاف العام | سليم تلحوق   | مستقل            | الدروز           | جبل لبنان |
| وزير الزراعة              | إلياس فياض   | مستقل            | الروم الأرثوذوكس | بيروت     |